# Euploea rafflesi
Euploea rafflesi är en fjärilsart som beskrevs av Moore 1883. Euploea rafflesi ingår i släktet Euploea och familjen praktfjärilar. Inga underarter finns listade i Catalogue of Life.